# Шальготарьян
Ша́льготарьян (венг. Salgótarján, нем. Schalgotarjan/Schalgau, словац. Šalgov-Tarjany/Šalgotarján) — город на севере Венгрии, административный центр медье Ноград. Население — 37 166 чел. (2011).

## Население
| 2013   | 2014    | 2021    | 2022    | 2023    | 2024    |
| ------ | ------- | ------- | ------- | ------- | ------- |
| 37 199 | ↘36 497 | ↘32 304 | ↘31 312 | ↘31 223 | ↘30 910 |

## Города-побратимы
- Банска-Бистрица, Словакия (1967)[8]
- Вантаа, Финляндия
- Вигарано-Майнарда, Италия
- Гливице, Польша
- Донкастер, Великобритания
- Кемерово, Россия

В честь Шальготарьян в Кемерово назван целый микрорайон города — Шалготарьян, заложенный в 1979 году в знак кузбасско-венгерской дружбы. Находится на территории Ленинского района.

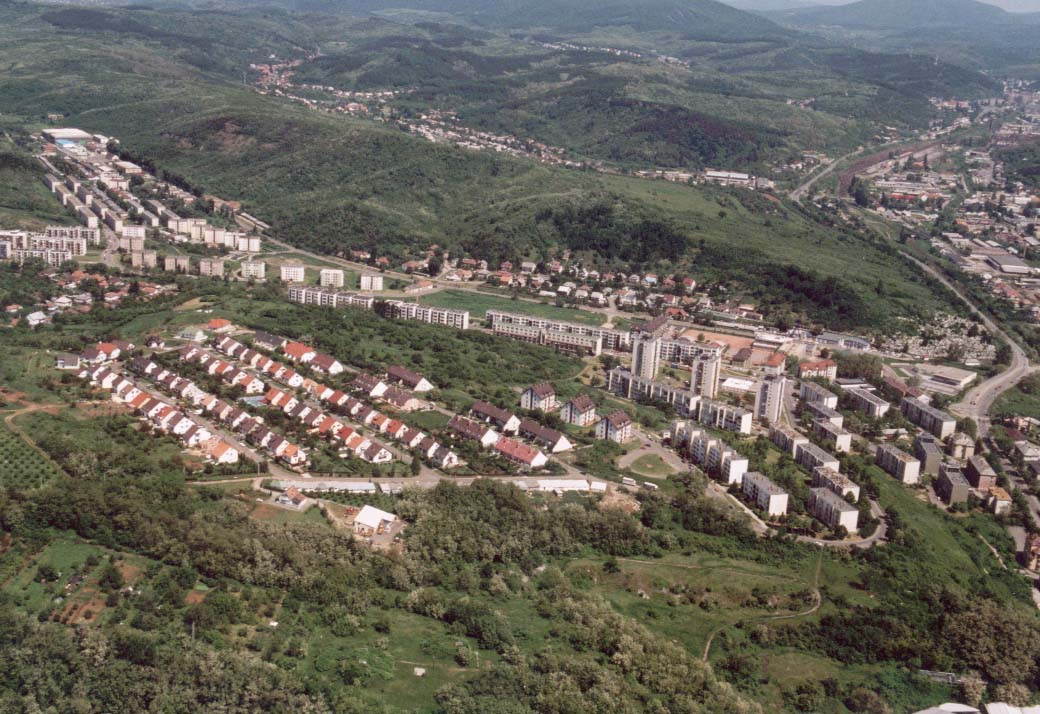
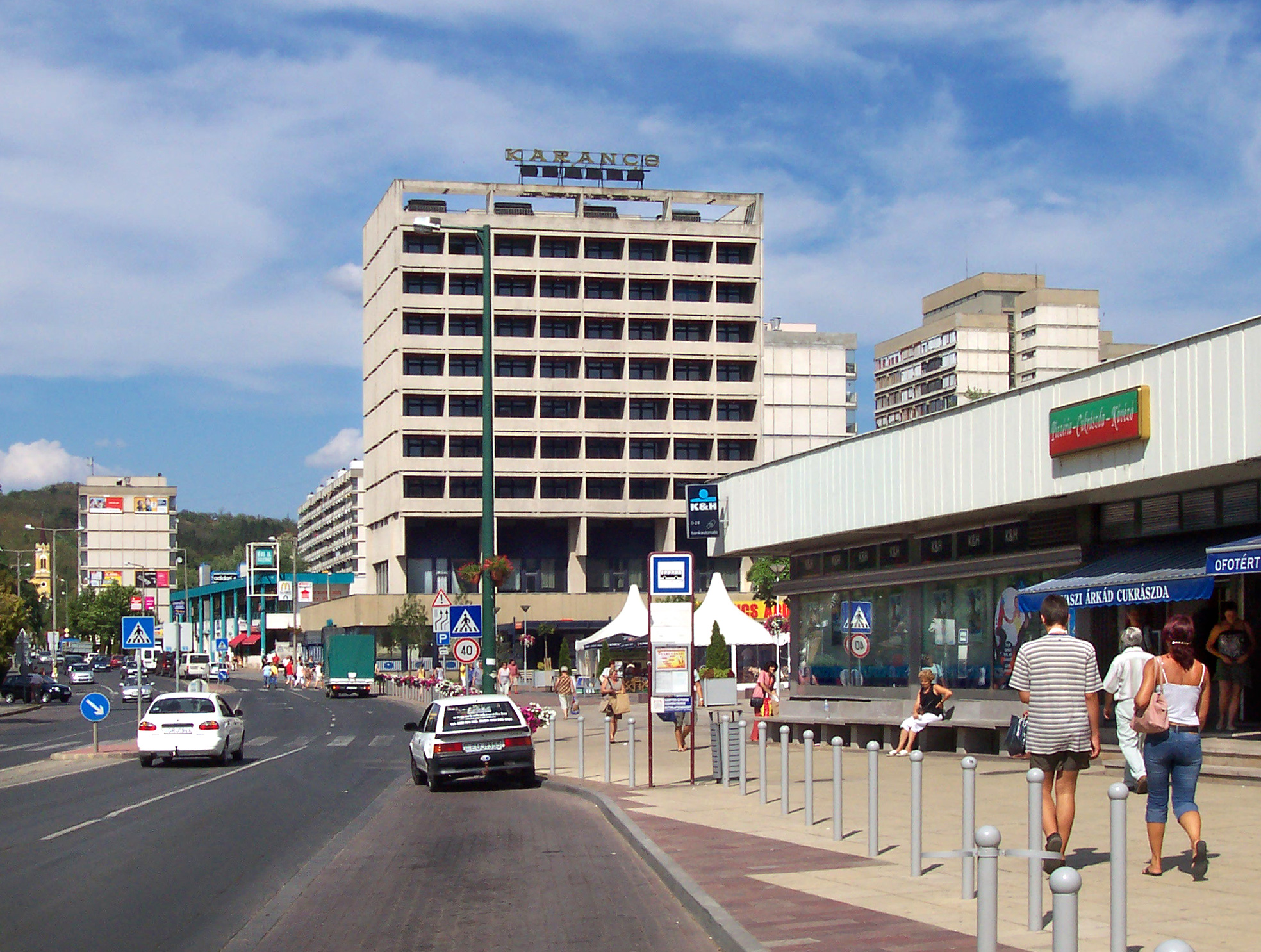
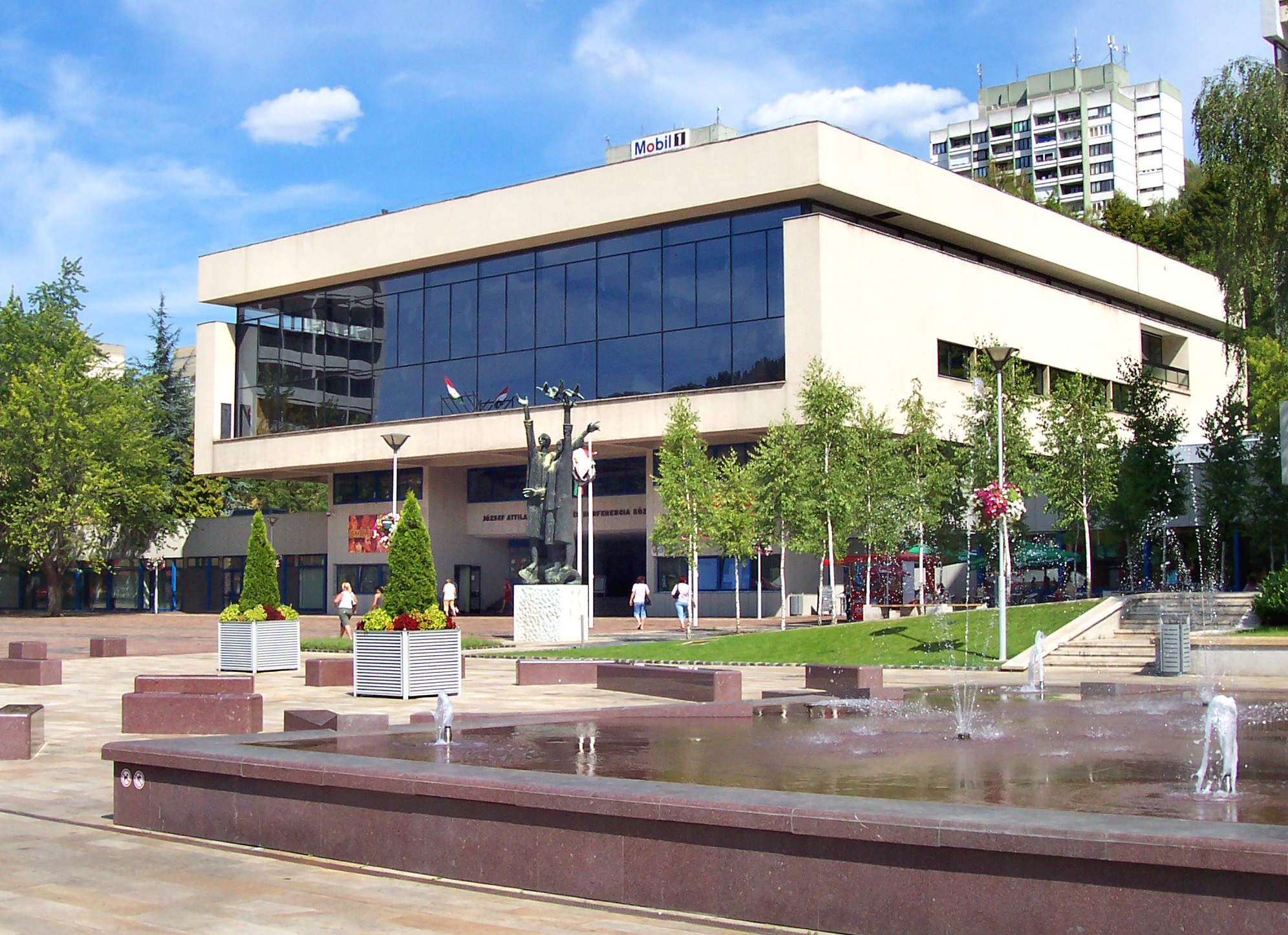
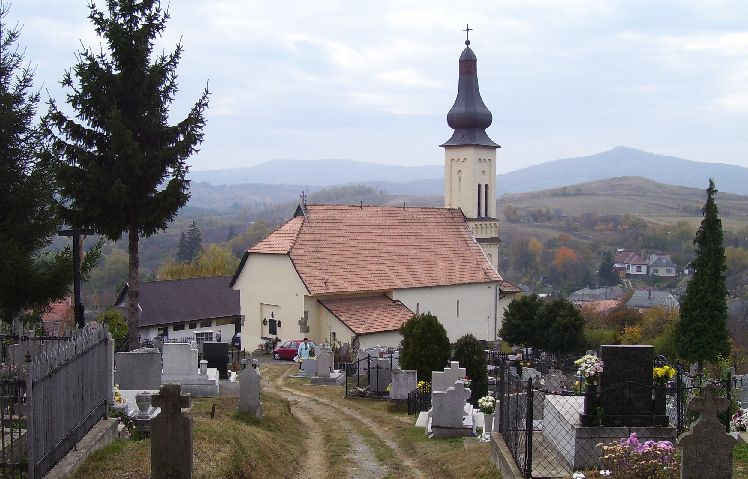